# Burbuja

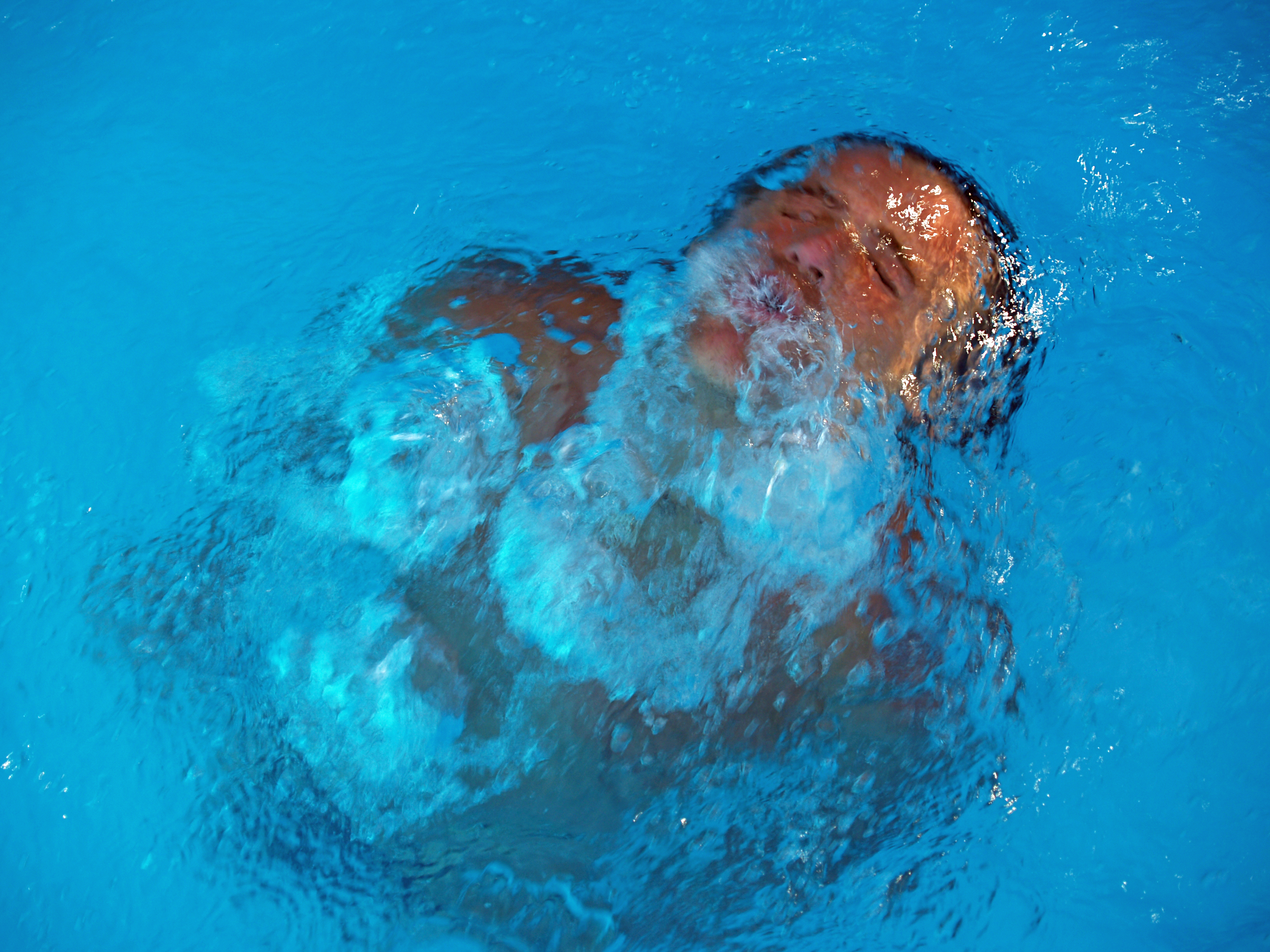
Burbujas de aire en una piscina.

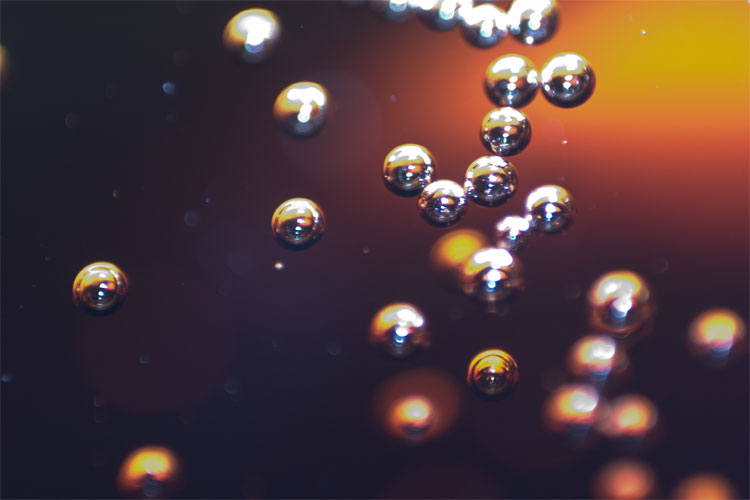
Burbujas de gas en un refresco.

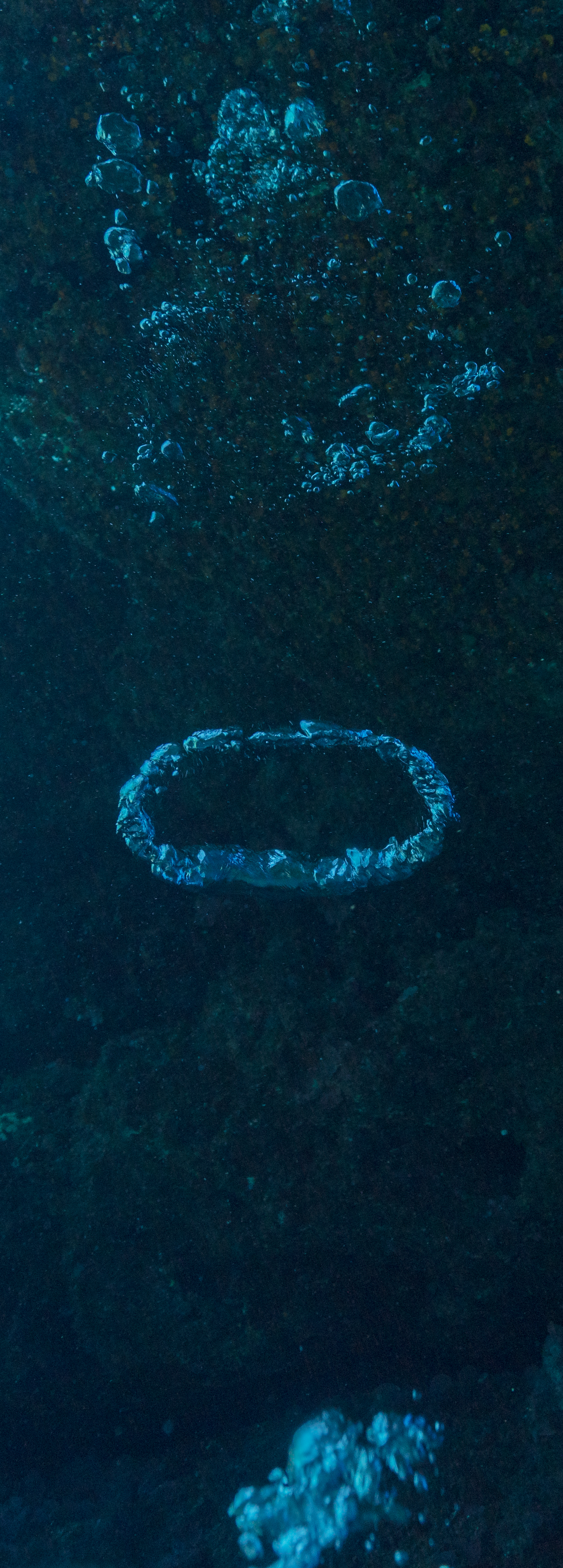
Aro de burbujas de aire bajo el agua.

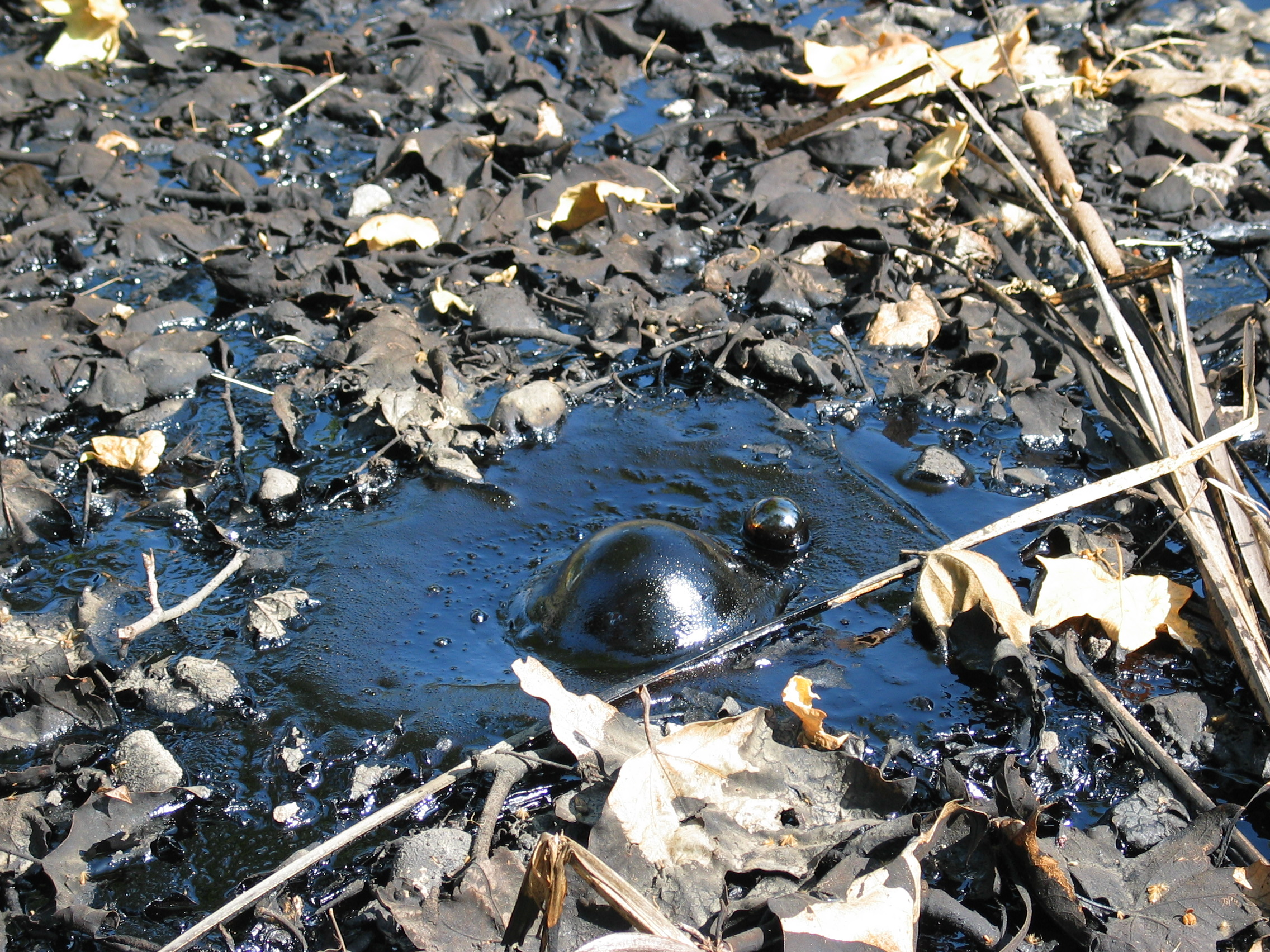
Una burbuja de gas en un pozo de brea.

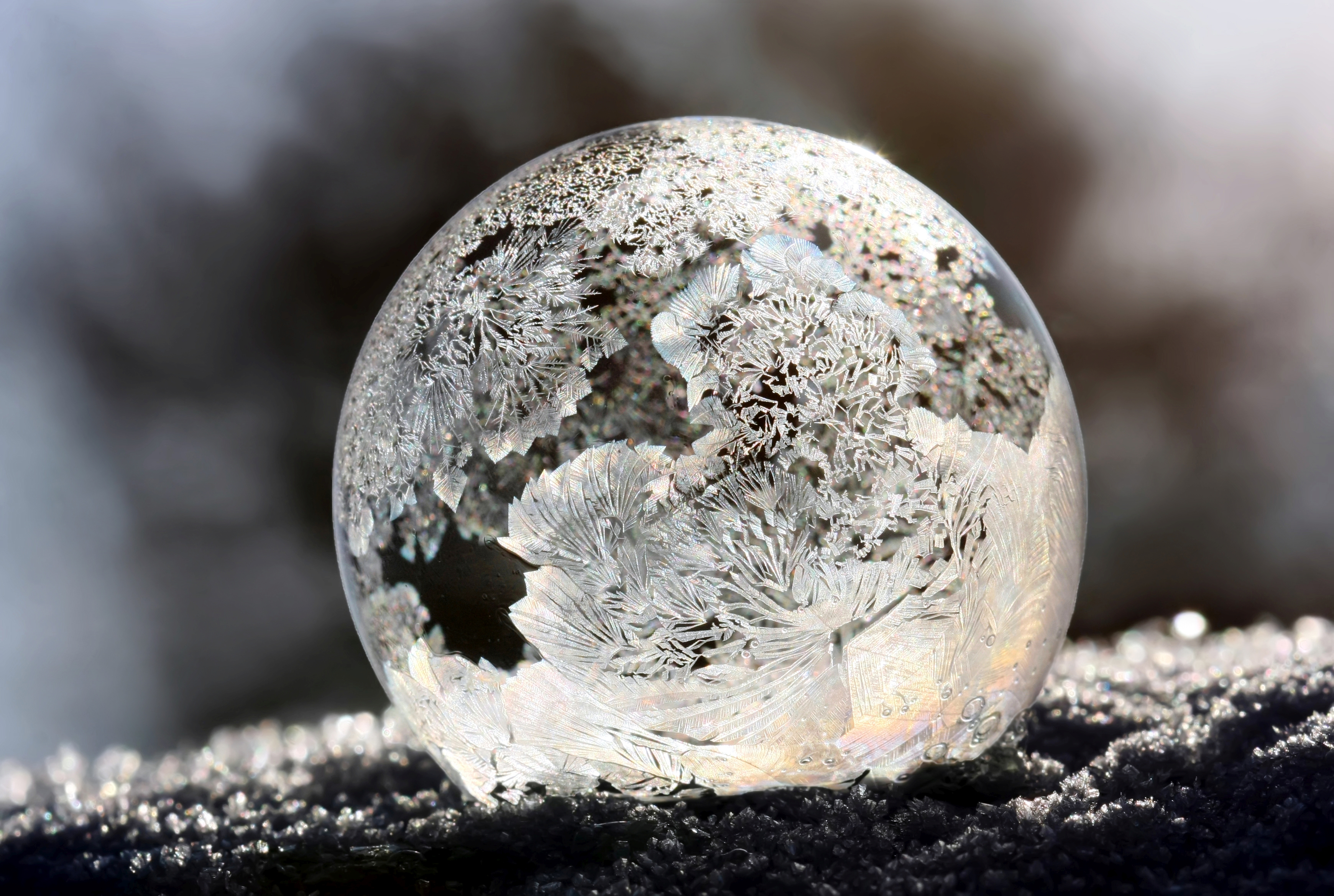
Una burbuja congelada

Una burbuja es un glóbulo de una sustancia en el interior de otra, generalmente gas en un líquido.
Debido al efecto Marangoni, las burbujas pueden permanecer intactas una vez lleguen a la superficie de la sustancia.

## Ejemplo más comunes
Las burbujas están presentes en varios sitios y situaciones a lo largo de cada día, por ejemplo:
- Como una nucleación espontánea de dióxido de carbono supersaturado en un refresco
- Como vapor de agua en agua hirviendo
- Como aire revuelto en aguas agitadas, como las olas y cascadas
- Como espuma marina
- Como pompas de jabón
- Como resultado de algunas reacciones químicas, como bicarbonato de sodio + vinagre
- Cómo aire en varios sistemas alimentarios, como mousse de chocolate o merengue.
- Como gas incrustado en un vidrio durante su creación
- Como una burbuja de aire en la mezcla entre fluoresceína y agua (o alcohol); es el funcionamiento del Nivel (instrumento)

## Física y química
Las burbujas y pompas tienen formas esféricas, porque se conservan en el estado de energía más bajo. Para más información, véase nucleación.

## Fisiología y medicina
Las lesiones por la formación de una burbuja en el interior del cuerpo y su posterior crecimiento son las bases del síndrome de descompresión, que se produce cuando algún gas inerte supersaturado disuelto deja burbujas durante la descompresión. El daño puede consistir en una deformación mecánica debido al aumento de la burbuja o el bloqueo de los vasos sanguíneos en los que se ha formado la burbuja.
Se puede producir una embolia gaseosa cuando se introduce una burbuja en el sistema circulatorio que tenga una dimensión mayor a la del vaso sanguíneo por el que pasa. Esto se puede producir en una descompresión tras una exposición hiperbárica, una lesión por la expansión excesiva del pulmón, durante una administración de fluidos intravenosa o una cirugía.